# لي جونج هيوك
لي جونج هيوك (هانغل: 이종혁) هو ممثل كوري جنوبي، ولد في 31 يوليو 1974 في كوريا الجنوبية.

## وصلات خارجية
- لي جونج هيوك على موقع IMDb (الإنجليزية)
- لي جونج هيوك على موقع قاعدة بيانات الفيلم (الإنجليزية)